# 백암초등학교 (경기)
백암초등학교는 대한민국 경기도 용인시 처인구 백암면 근창리에 있는 공립 초등학교이다.

## 학교 연혁
| 1919년   | 4월 29일                                   | 백암공립보통학교(4년제) 개교               |
| 1923년   | 4월 1일                                    | 6년제 5학급 편성                           |
| 1938년   | 4월 1일                                    | 백암공립심상소학교로 개칭                  |
| 1941년   | 4월 1일                                    | 백암공립국민학교로 개칭                    |
| 1950년   | 2월 1일                                    | 백봉분교장 설립(5학급)                     |
| 1950년   | 6월 1일                                    | 백암국민학교로 개칭                        |
| 1953년   | 7월 13일                                   | 백봉국민학교(백봉분교장) 승격              |
| 1968년   | 3월 2일                                    | 가창분교장 설립(3학급)                     |
| 1970년   | 3월 1일                                    | 수정국민학교(가창분교장) 승격              |
| 1981년   | 3월 10일                                   | 병설유치원 인가                            |
| 1996년   | 3월 1일                                    | 백암초등학교로 개칭                        |
| 1999년   | 3월 1일                                    | 수정분교장 편입                            |
| 2011년   |                                            |                                            |
| 2월 18일 | 제87회 졸업식 거행                         |                                            |
| 3월 1일  | 제25대 김기영 교장 취임                    |                                            |
| 3월 1일  | 본교 11학급, 유치원 1학급, 특수 1학급 편성 |                                            |
| 3월 1일  | 분교 3학급 편성                            |                                            |
| 2012년   | 2월 17일                                   | 제88회 졸업식 거행                         |
| 2012년   | 3월 1일                                    | 본교 10학급, 유치원 1학급, 특수 1학급 편성 |
| 2012년   | 3월 1일                                    | 분교 3학급 편성                            |
| 2013년   | 2월 15일                                   | 제89회 졸업식 거행                         |
| 2013년   | 3월 1일                                    | 본교 9학급, 유치원 1학급, 특수 1학급 편성  |
| 2013년   | 3월 1일                                    | 분교 3학급 편성                            |
| 2014년   | 2월 14일                                   | 제90회 졸업식 거행                         |
| 2014년   | 3월 1일                                    | 본교 12학급, 유치원 1학급, 특수 1학급 편성 |
| 2014년   | 3월 1일                                    | 분교 3학급 편성                            |
| 2015년   | 2월 13일                                   | 제91회 졸업식 거행(총 9858명)              |
| 2015년   | 3월 1일                                    | 제26대 육현균 교장 취임                    |
| 2015년   | 3월 2일                                    | 본교 7학급, 유치원 1학급, 특수 1학급 편성  |
| 2015년   | 3월 2일                                    | 분교 2학급 편성                            |
| 2016년   | 3월 14일                                   | 본교 8학급, 유치원 1학급, 특수 1학급 편성  |
| 2016년   | 3월 14일                                   | 분교 3학급, 특수 1학급 편성                |
| 2017년   | 2월 9일                                    | 제93회 졸업식 거행(총 9913명)              |
| 2017년   | 3월 2일                                    | 본교 8학급, 유치원 1학급, 특수 1학급 편성  |
| 2017년   | 3월 2일                                    | 분교 3학급, 특수 1학급 편성                |

## 참고 자료
- 백암초등학교 - 한국교육학술정보원 학교알리미

## 근접한 학교
- 백암고등학교